# Острівна ментальність
 Острівна ментальність — це явище, коли люди в ізольованих суспільствах розвивають почуття вищості порівняно з рештою світу. Цей термін означає не острів як територію суші, а скоріше острів як однорідну групу людей, відокремлених від інших культур протягом більш тривалого періоду, наприклад через різні мови, релігію чи традиції (однак ці групи можуть виникати зокрема на островах). Приклади острівної ментальності можна знайти в різного роду націоналізмі чи ксенофобії.
У деяких психологічних дослідженнях для опису людей, які не люблять інших або мають проблеми з іншими, і тому живуть як самотні чи «острівні», також використовується термін «острівний менталітет».  Ця концепція (у якій люди можуть почуватися неповноцінними, боятися чи відчувати себе самотніми) не пов'язана з наведеною вище термінологією.